# Bath (Maine)
Bath je město ve Spojených státech amerických. Leží na území okresu Sagadahoc County ve státě Maine. Jde zároveň o správní a největší město okresu. Podle sčítání lidu v roce 2010 žilo na území města 8514 obyvatel, což znamenalo pokles o 8,1 % oproti předchozímu sčítání o deset let dříve. Ve městě se nachází loděnice Bath Iron Works, která vznikla roku 1884, a v níž vznikla řada lodí pro Námořnictvo Spojených států amerických.